# 서피스 펜

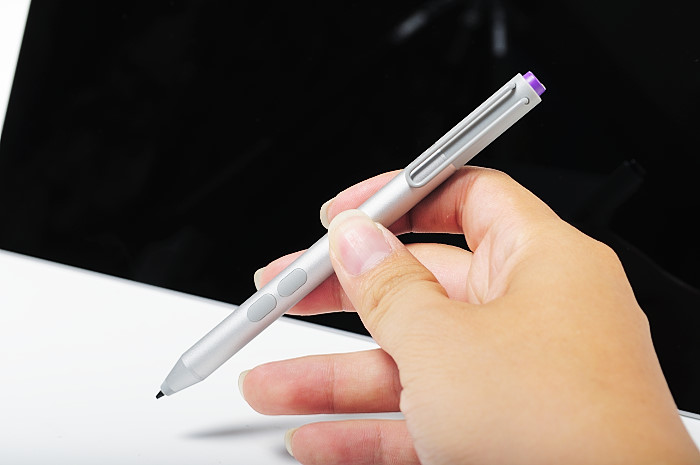
서피스 펜.

서피스 펜(Surface Pen)은 서피스 컴퓨팅 장치 시리즈를 위해 마이크로소프트가 개발한 액티브 스타일러스이자 디지털 펜이다. 마이크로소프트의 윈도우 8/8.1, 윈도우 10 운영 체제의 펜 컴퓨팅 기능을 공개하기 위해 설계되었다.

## 1세대
1세대 서피스 펜은 2012년 서피스 프로와 함께 선보였으며, 와콤이 설계한 와콤 기술을 사용한다. 사이드에 하나의 물리 버튼이 있어서 펜이 디스플레이와 접촉할 때 콘텍스트 메뉴를 시뮬레이션하며 펜 위에 지우개 팁이 있어서 화면과 닿을 때 잉크를 지울 수 있다. 서피스 프로와 서피스 프로 2에 번들되었으나, 다른 모델과는 호환되지 않는다. 기술이 다른 세대로 넘어가 "프로 펜"(Pro Pen)이라는 상표명을 사용하게 되었지만 레노버의 씽크패드 라인업의 것과 같은 다른 펜 가능 호환 장치들뿐 아니라 서피스 프로와 서피스 프로 2의 액세서리로 구매가 가능하다.

## 2세대

### 서피스 프로 3
새로운 버전의 서피스 펜이 2014년 서피스 프로 3과 함께 런칭되었다. N 트리그(당시 독립 기업이었으나 나중에 마이크로소프트에 인수됨),가 개발한 기술을 기반으로 하는 서피스 프로 3 버전은 1세대에 있던 지우개 팁 기능이 없다. 오른쪽 클릭을 위해 사용되는 버튼 위의 사이드에 위치한 2개의 물리 버튼 중 하나를 누르면서 잉크 위를 문지르면서 지우기가 수행된다. 지우개 팁 자리에 위치한 3번째 버튼은 블루투스 신호를 페어링된 서피스 PC로 전송하여 장치가 잠금되어 있을지라도(이 경우 고급 편집 기능은 비활성화됨) 즉시 원노트를 열어준다. 와콤 기술의 서피스 펜과 달리 2개의 배터리가 필요하다. 하나는 스타일러스 동작을 위한 AAAA 배터리로 배치되며, 319 단추형 전지는 최상위 버튼을 위해 존재한다. 펜은 모든 서피스 프로 3에 포함되어 있지만 서피스 3를 위한 선택적 액세서리로 구매가 가능하며 호환된다. 동일 기반 기술을 사용하는 모든 차기 서피스 프로와도 호환된다.

## 3세대

### 서피스 프로 4
서피스 프로 4의 출시와 함께, 마이크로소프트는 업데이트된 버전의 서피스 펜을 선보였다. 서피스 프로 3 펜의 동일 기술을 사용하면서, 사용자 지정이 불가능한 버튼이 사이드에 2개가 아닌 하나만 있고 버튼 기능을 유지하는 최상위 지우개 버튼이 돌아왔으며 각기 다른 동작을 수행하기 위해 버튼의 커스터마이즈가 가능한 매직 버튼 기능이 제공된다. 기본 옵션은 다음과 같다: 싱글 클릭은 원노트를 열고, 더블 클릭은 스크린샷을 찍고, 누른 채 있으면 코타나를 실행한다. 이 버전의 펜은 서피스 프로 4와 서피스 스튜디오에 번들되며, 서피스 북과 서피스 랩톱을 위한 별도 액세서리의 구매가 가능하다. 또, 서피스 프로 3와 서피스 3와도 호환된다.

### 서피스 허브
2015년 6월에 출시된 서피스 허브는 PC용 서피스 펜과 유사한 기능을 채용한 한 쌍의 디지털 펜을 갖추고 있다. 장치 각 면에 지우개 팁이 있으나 추가 기능은 없다. 내장 화이트보드 앱과 연동되며 서피스 펜과는 달리 여러 사용자에 의해 동시에 잉크 사용이 가능하다.

## 4세대

### 서피스 프로 (5세대)
서피스 프로 (5세대)의 출시와 함께, 마이크로소프트는 업데이트된 버전의 서피스 펜을 선보였다. 이전 세대의 서피스 펜과는 달리 이 버전의 펜은 별매이다. 또, 서피스 스튜디오, 서피스 랩톱, 서피스 북, 서피스 프로 4, 서피스 프로 3, 서피스 3와도 호환된다.

## 같이 보기
- 애플 펜슬